# Raymond Gravel
Pour les articles homonymes, voir Gravel et Raymond Gravel (homonymie).
Raymond Gravel, né Joseph Henri Raymond Gravel le 4 novembre 1952 à Saint-Damien-de-Brandon et mort le 11 août 2014  à Joliette (Québec), est un prêtre catholique et un homme politique québécois. Il a été le député bloquiste de Repentigny à la Chambre des communes du Canada.

## Biographie
D'une famille de neuf enfants, Raymond Gravel, est mal encadré et bafoué par son père agriculteur violent. Il commence à fumer la cigarette dès l'âge de 11 ans, quitte la maison à 16 ans et, surtout, se retrouve seul au cœur de la métropole, Montréal, et au bord du gouffre en y faisant une incursion dans l’univers de la drogue et de la prostitution masculine, pour ensuite passer par les étapes du sevrage et de la désintoxication,.
À 33 ans, Raymond Gravel devient prêtre et suscite beaucoup de controverse au sein de l’Église catholique en raison de ses différentes prises de position non orthodoxes, notamment sur l’homosexualité et l’avortement.
Raymond Gravel reconnaît avoir fait de la prostitution masculine, fréquenté les milieux homosexuels de Montréal. Plusieurs articles sont publiés dans la revue gaie Fugues
,,. Il dévoilera son homosexualité lors d'une soirée bénéfice d'un organisme bénévole de la communauté gaie de Montréal.
Vingt ans plus tard, le 29 octobre 2006, Raymond Gravel est choisi par acclamation pour être le candidat du Bloc québécois à l'élection partielle à venir dans la circonscription de Repentigny. Il doit abandonner momentanément son ministère pour exercer ses fonctions politiques, ce qui lui cause beaucoup de chagrin. Pour se présenter, il lui était nécessaire de consulter son évêque, Gilles Lussier, qui n'aurait pas empêché cette décision. Cependant, il a été critiqué par le théologien Gilles Routhier, qui indique que l'approbation tacite de l'évêque n'est pas conforme au code de droit canonique de 1983. Le 27 novembre 2006, lors d'une élection partielle tenue pour combler le siège laissé vacant par Benoît Sauvageau, décédé tragiquement lors d'un accident de la route, Raymond Gravel est élu, défaisant les candidats conservateur, néo-démocrate et libéral par une très grande marge.
L'abbé Gravel est le premier prêtre québécois à se faire élire à la Chambre des communes du Canada ; il est toutefois le troisième prêtre souverainiste à être élu, les deux autres étant les abbés Jacques Couture et Louis O'Neill, élus à l'Assemblée nationale du Québec en 1976 sous la bannière du Parti québécois.
Ses prises de position créent des remous qui lui valent des campagnes de dénonciation. Ainsi, Jim Hughes, président de Campaign Life Coalition (en), demande une suspense canonique contre le père Gravel après que celui-ci eut publiquement défendu le médecin avorteur Henry Morgentaler qui a reçu l'Ordre du Canada.
Finalement, moins de deux ans après son élection comme député, Raymond Gravel est sommé par le Vatican d'abandonner soit sa prêtrise, soit sa fonction de politicien. Il choisit alors de ne pas se présenter aux élections fédérales suivantes. Il aura été ainsi député durant 687 Jours : du 27 novembre 2006 au 13 octobre 2008.

### Procès en diffamation
L'abbé Gravel intente une poursuite pour diffamation pour plus de 500 000 $ contre le site pro-vie anglophone LifeSiteNews et l'association québécoise Campagne Québec-Vie, se disant victime d'une campagne médiatique l'identifiant comme un « partisan catégorique de l'avortement » qui « louange Henry Morgentaler », médecin militant pro-choix et pratiquant l'avortement. Le procès contre Campagne Québec-Vie s'est conclu à l'amiable. Toutefois, malgré la grave maladie qui l'affecte, l'abbé Gravel continue ses poursuites contre LifeSiteNews.

### Maladie
Le 25 octobre 2013, les médias du Québec révèlent qu'il subit un traitement contre un cancer du poumon avec métastases aux os.
Il meurt à 61 ans, le 11 août 2014, des suites de son cancer diagnostiqué le 28 août 2013, avec six mois de survie prédite. Il aura été vingt-huit ans prêtre.
Le 14 juillet précédent, la ville de Mascouche l'avait accueilli en donnant son nom prématurément à sa caserne de pompiers, volontairement en entorse aux règles toponymiques de délai d'attente après trépas ,,.